# Бульба, Степан Степанович
Степа́н Степа́нович Бу́льба (укр. Степан Степанович Бульба; род. 19 июля 1950 года, с. Омбыш Борзнянского района Черниговской области Украинской ССР) — украинский государственный деятель, депутат Верховной рады Украины IV (2002—2005) и V созывов (2006—2007), председатель Полтавской областной государственной администрации (2005—2006).

## Биография
Родился 19 июля 1950 года в селе Омбыш Борзнянского района Черниговской области Украинской ССР.
С 1969 года служил в армии. В 1978 году окончил Военно-инженерную академию имени В. В. Куйбышева по специальности «инженер-геодезист».
С ноября 1978 года по март 1991 года был преподавателем, затем старшим преподавателем, с марта по август 1991 года — секретарём парткома Полтавского высшего зенитно-ракетного училища. С марта 1991 года по январь 1992 года находился в распоряжении командующего Киевским военным округом, до октября 1992 года продолжал преподавать в ПВЗРКУ.
С октября 1992 года по май 2001 года работал старшим преподавателем кафедры специальных исторических дисциплин и географии Полтавского государственного педагогического института имени В. Г. Короленко, одновременно с 1994 по 1998 год избирался депутатом Полтавского областного совета. С сентября 1998 года по апрель 2002 года работал помощником-консультантом народного депутата Ивана Бокия.
Являлся членом КПСС (1974—1991), Коммунистической партии Украины (1994—1995), с марта 1995 года является членом Социалистической партии Украины, был первым секретарём Полтавского областного комитета СПУ (с ноября 1995 года), членом политисполкома Политсовета СПУ (с мая 2000 года), секретарём Политсовета СПУ.
На парламентских выборах в 2002 году избран депутатом Верховной рады Украины IV созыва от СПУ (№ 10 в партийном списке). В парламенте являлся главой подкомитета по проблемам социальной защиты военнослужащих, членов их семей и военных пенсионеров Комитета по вопросам национальной безопасности и обороны. 4 февраля 2005 года назначен председателем Полтавской областной государственной администрации, занимал эту должность до 12 мая 2006 года.
На парламентских выборах в 2006 году избран депутатом Верховной рады Украины V созыва от СПУ (№ 11 в партийном списке). В парламенте являлся главой подкомитета по проблемам социальной защиты военнослужащих Вооружённых сил Украины, иных военных формирований и правоохранительных органов специального назначения, лиц, уволенных с военной службы, членов их семей и военных пенсионеров Комитета по вопросам национальной безопасности и обороны.
Автор и соавтор более 40 научных публикаций по географии, картографии, истории, демографии, педагогике и историографии.